# Gu Kaizhi
Gu Kaizhi 顾恺之 ou Kou K'ai-Tche ou Ku K'ai-Chih, surnom: Changkang 长康, nom de pinceau: Hutou, né vers 345 à Wuxi (province du Jiangsu) est mort vers 406 : l'un des peintres chinois les plus célèbres et l'artiste majeur de l'art chinois au IVe siècle. Connu pour ses portraits réalistes, il est considéré comme le premier grand peintre sur rouleau, alors qu'auparavant les grands peintres exécutaient des peintures murales essentiellement. Il vécut sous la dynastie des Jin orientaux (265-420), au Sud de la Chine. Peintre et poète, il est aussi l'auteur d'un des premiers traités sur la peinture, les Notes sur la peinture du mont de la Terrasse des nuages (画云台山记), qu'on lie à la naissance de la peinture de paysage.

## L'œuvre peint (attributions)

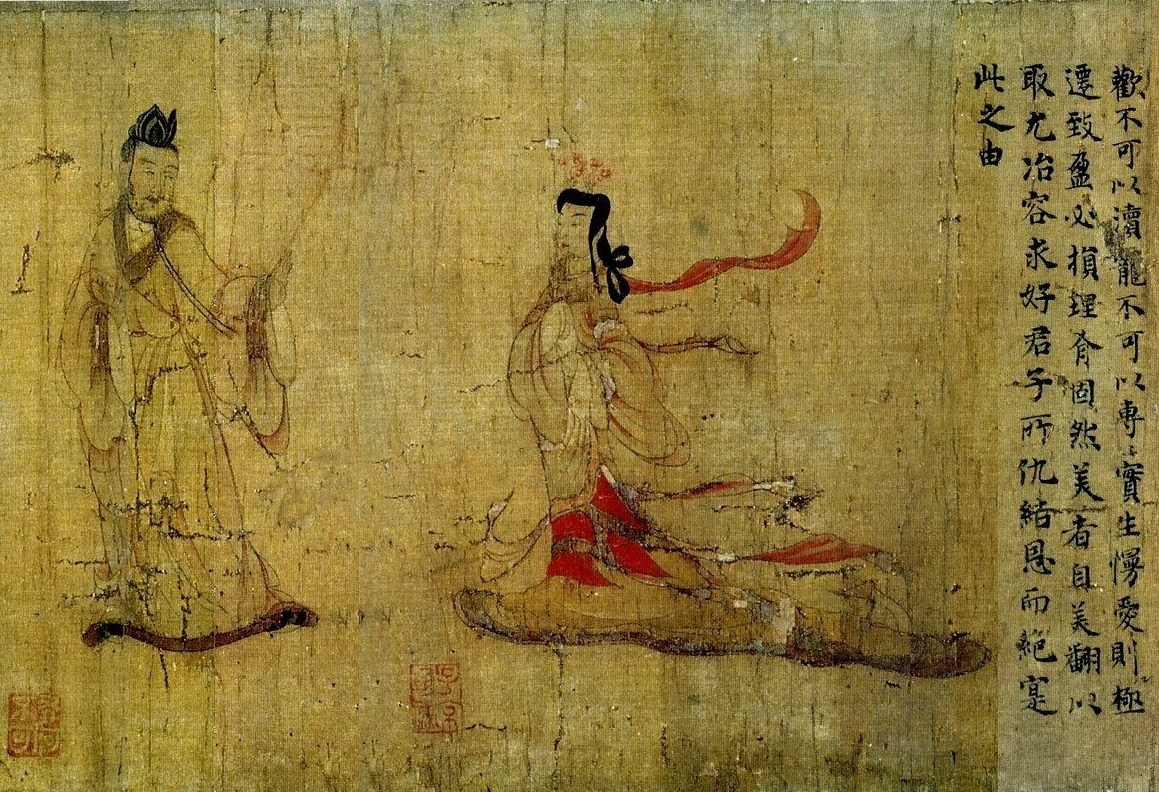
« N'abusez pas de l'amour. […] ». Détail de Conseils de la monitrice aux dames du Palais. Copie. Encre et couleurs sur soie. H. 25 cm. Londres, British Museum.

Il subsiste trois peintures, sous plusieurs variantes, qui seraient des copies d'œuvres perdues et en tout cas des souvenirs des premières peintures sur rouleau :
- Femmes avisées et bienveillantes
- Conseils de la monitrice aux dames du Palais
- Récit de la nymphe de la rivière Luo

Ces trois peintures, sur rouleaux horizontaux, mettent en scène des personnages dans un décor réduit au plus strict minimum et où l'espace naturel, absent sur deux peintures, est bien présent dans la troisième, le Récit de la nymphe de la rivière Luo. Le traitement de l'espace, sous les variantes que proposent les versions actuellement conservées de cette peinture, est semblable aux formules que l'on retrouve dans une tombe datée de cette époque et représentant les « Sept Sages de la Forêt de Bambous », tracés dans un relief en brique moulée. Ces reliefs comme les copies des peintures de Gu Kaizhi sont caractérisés par un trait précis, fluide, régulier et fin, sans inflexion, avec de nombreuses zones de rehauts de couleur en à-plat pour les peintures, mais où les figures sont animées d'une subtile énergie, traduite par les ondulations des rubans et des vêtements. La peinture de Gu Kaizhi, considérée comme fondatrice de la peinture sur rouleau, est aussi une peinture à l'origine de la tradition lettrée et où la montagne tout comme la manifestation des sentiments tiennent déjà une grande place. Le paysage, « montagnes et eaux » encore inexistant comme sujet de la peinture, devant être distingué de la montagne, considérée comme lieu de résidence des « immortels » dans la tradition du taoïsme.

### Femmes avisées et bienveillantes
Le rouleau de 5 m de long est divisé en 10 sections correspondant à des histoires qui sont rapidement évoquées par des textes insérés avant chaque scène, certains personnages étant identifiés par de courtes inscriptions. Les sujets proviennent d'un choix parmi la centaine de Biographies de femmes exemplaires, d'époque Han, en faisant le choix de mettre en valeur les qualités intellectuelles de certaines femmes. Si ce choix distingue Gu Kaizhi, le sujet lui-même et la composition relèvent de la tradition, de même le style pictural  se situe dans la reprise du style d'époque Han mais en y introduisant plus de réalisme et une plus grande individualisation des personnages, qui n'apparaissent plus comme des figures stéréotypées.

### Conseils de la monitrice aux dames du Palais
Ce rouleau a été déposé au British Museum en 1903. Il provient des collections impériales où il était entré au XVIIIe siècle et où il a été volé en 1900 par les soldats britanniques . Un sceau du VIIIe siècle permet de dire que ce rouleau lui est soit contemporain - ce serait une copie obtenue par transparence, copie exacte (mu), ou une peinture à la manière de Gu Kaizhi, copie libre (lin) - soit antérieur et alors peut-être un original, ce qui semble, aux yeux des spécialistes, peu probable. Le rouleau porte en tout cas des colophons d'une main impériale, celle des empereurs Song Huizong et Qing Qianlong.
Le rouleau, dans son état actuel, illustre sept parties d'un texte de Zhang Hua (230-300) en neuf scènes, chacune précédée par le texte lui correspondant (sur les onze scènes initiales dans le rouleau complet). Mais l'illustration n'est nullement redondante par rapport au texte (qui aborde les principes, abstraits et habituellement difficiles à évoquer, de la morale féminine). Au contraire, certaines scènes se jouent des contraires entre le texte et l'image, comme celle représentant des femmes tranquillement occupées à leur toilette qui fait écho à un texte sévère, issue de la tradition moraliste confucéenne, sur le ton de : « Corrige ton caractère comme avec une hache […] ! ». Le peintre est ainsi encore tributaire de la tradition picturale didactique des Han, une représentation moraliste et confucéenne.
Les personnages s'inscrivent dans différents lieux, marqués par très peu voire pas d'éléments de décor et de paysage. La composition est très novatrice et savante, avec des jeux d'images dans l'image (comme le reflet dans le miroir d'une des femmes se coiffant). Cette œuvre présente beaucoup de nouveautés du point de vue stylistique. Le mouvement est exprimé par le biais de l'ondulation des vêtements ou de la position des corps, la taille n'indique plus un rang social (comme c'était le cas avant) mais simplement une taille différente... Quelle que soit la scène du rouleau, on note toujours une très grande souplesse et des jeux de contrastes.
Les deux premières scènes ayant disparu avec l'incipit , il nous reste néanmoins la progression jusqu'à la fin du rouleau, où on trouve la monitrice en train de rédiger ses conseils. À l'instant où le rouleau doit être enroulé comme il a été déroulé, par un de ces jeux visuels auxquels l'art chinois est coutumier, le regardeur est amené à associer le rouleau qu'il tient au rouleau que tient la monitrice dans l'image .
Dans les Conseils de la monitrice aux dames du Palais, le sujet moralisateur correspond bien aux crispations de la société masculine dans sa défiance à l'égard des femmes, en particulier dans le souvenir du récent affrontement violent entre l'impératrice Wu Zetian et les lettrés . La peinture fait écho à la volonté de tenir les femmes hors de la vie politique, soumises à toutes les formes d'autorité et dévouées jusqu'à l'abnégation. Une image à l'opposé de celle que ces lettrés ont laissé de Wu Zetian : une femme dont l'interventionnisme, confronté au pouvoir et à l'autorité des élites mâles, aurait conduit à l'assassinat à grande échelle, avec l'appui des institutions religieuses bouddhiques. Le choix de Gu Kaizhi comme fondateur de la peinture chinoise n'est donc pas dénué d'arrière-plan politique pour les peintres lettrés des générations ultérieures.

### Récit de la nymphe de la rivière Luo
La peinture illustre le texte poétique de Cao Zhi (192-232), prince poète des Jin occidentaux. Ce texte relate sa rencontre romantique avec la nymphe de la rivière en question. Celle-ci lui fait un cadeau et ne le reverra plus jamais.
La scène d'ouverture représente le poète, debout sur les berges d'une rivière. La suite se déroule comme un récit pictural continu, même si on retrouve une alternance texte/image. La nymphe et le poète font leur apparition plusieurs fois, ce qui est vraiment une nouveauté et peut-être le résultat d'une influence, d'une connaissance de ce qui a pu se faire dans la peinture des grottes bouddhiques contemporaines. L'art du paysage se développe pour devenir une composante physique cohérente et en continuité à travers les scènes. Mais surtout, ce décor va servir de métaphore visuelle pour appuyer les scènes. Ainsi, dans la scène associée à la description de la nymphe par le poète, les métaphores qu'il utilise sont représentées dans le paysage (deux oies sauvages, un dragon, le soleil...). Sur la dernière scène, le poète, debout sur un char, regarde en arrière, ce qui invite le lecteur à se souvenir de sa rencontre.
Cette œuvre est donc fondamentale, puisqu'elle marque la mise en place de conventions reprises par la suite.

### Copies de peintures perdues

Femmes avisées et bienveillantes. Ensemble du rouleau portatif. Encre et couleur claire sur soie. 25,8 × 470,3 cm. Copie Song. Musée du Palais, Pékin
Conseils de la monitrice aux dames du Palais. Copie par un artiste Tang (VIIIe siècle). Ensemble du rouleau portatif. Encre et couleurs sur soie. 25 × 343 cm. British Museum
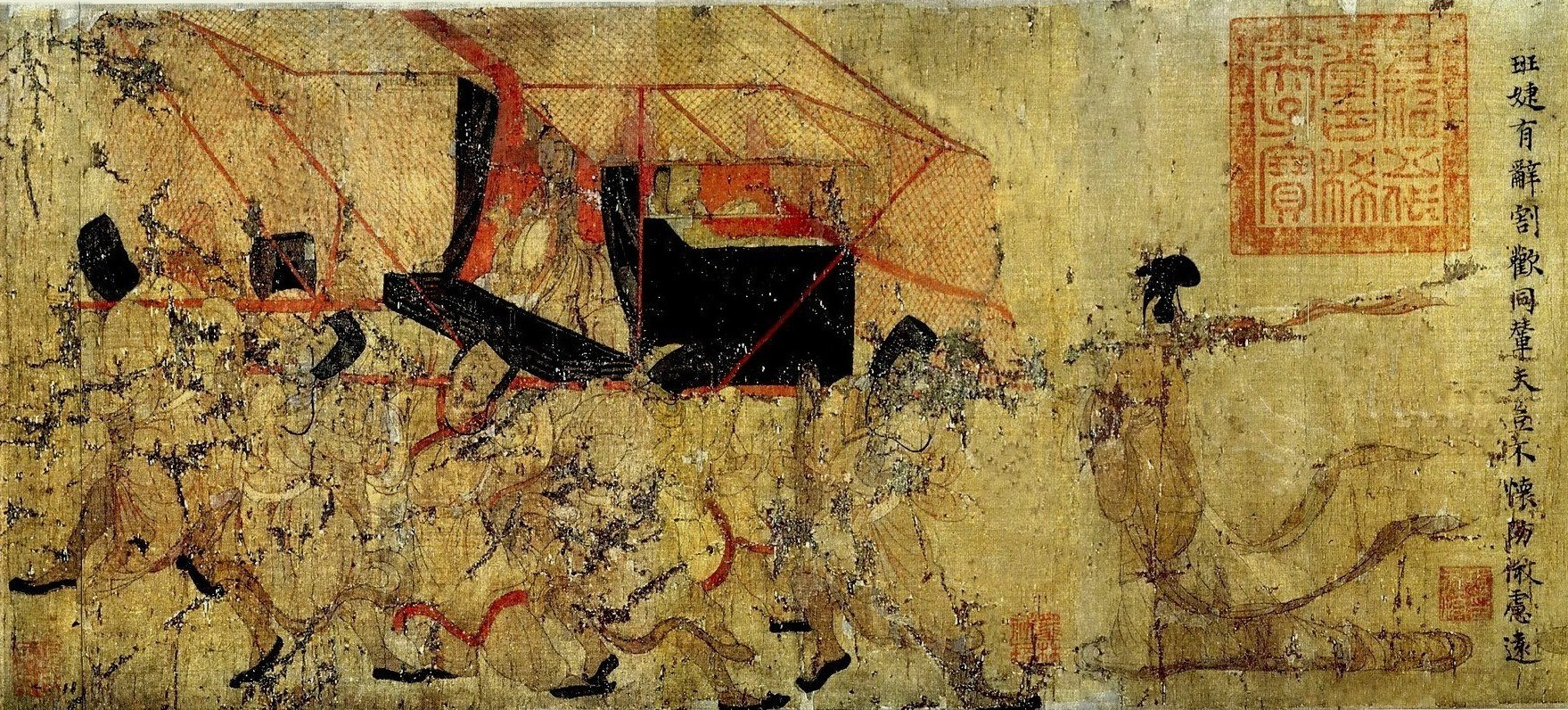
Une des premières scènes du rouleau Conseils de la monitrice aux dames du Palais : le regard de l'empereur sur sa séductrice.
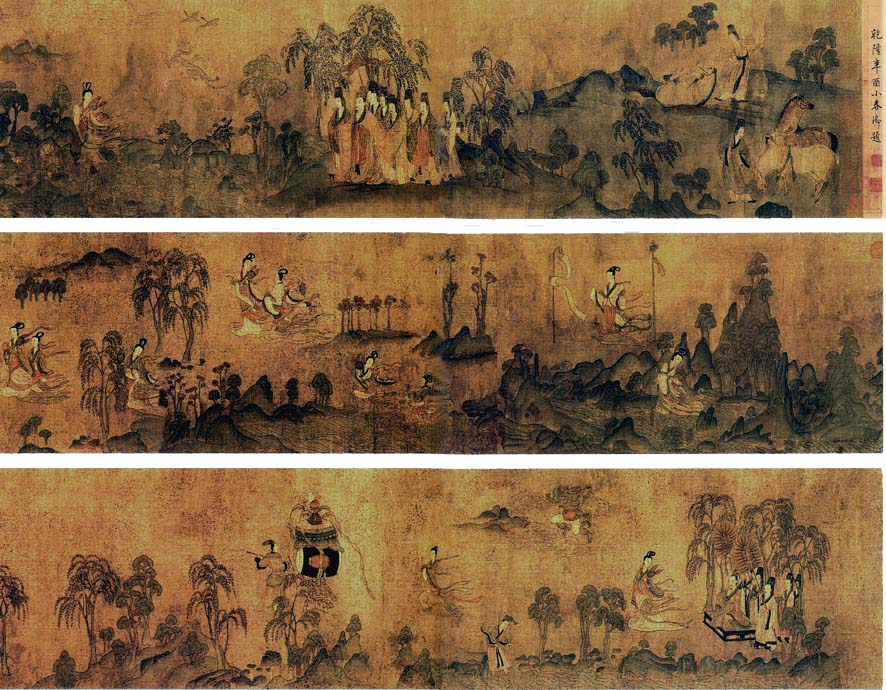
Récit de la nymphe de la rivière Luo. Copie d'après Gu Kaizhi datant de la dynastie Song. Rouleau horizontal (détails), encre et couleurs sur soie. Musée du Palais, Pékin[N 2].
Récit de la nymphe de la rivière Luo. Copie d'après Gu Kaizhi datant de la dynastie Song. Ensemble du rouleau portatif. Encre et couleurs sur soie. 27,1 × 572,8 cm. Musée du Palais, Pékin.
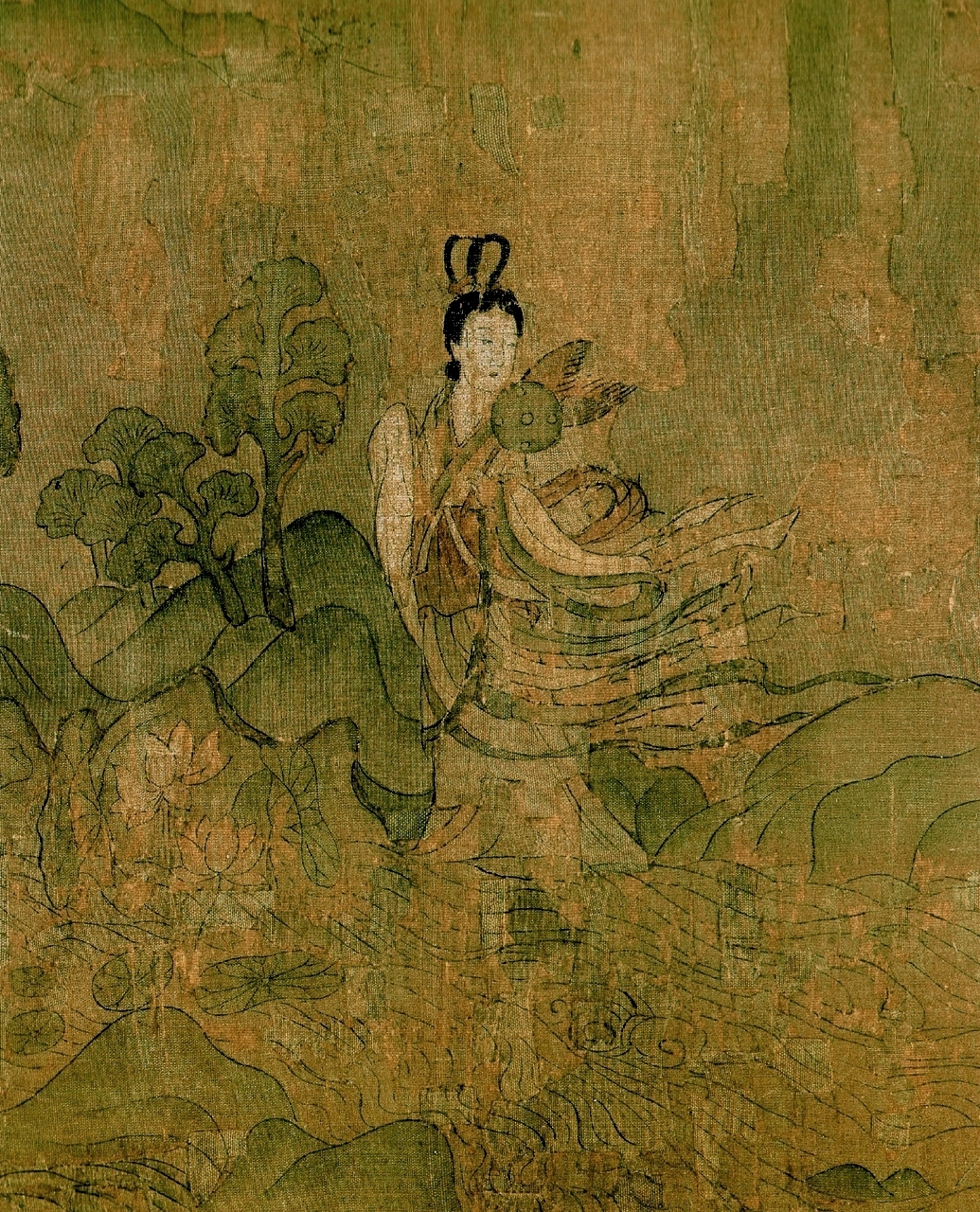
Détail représentant la nymphe dans le paysage.
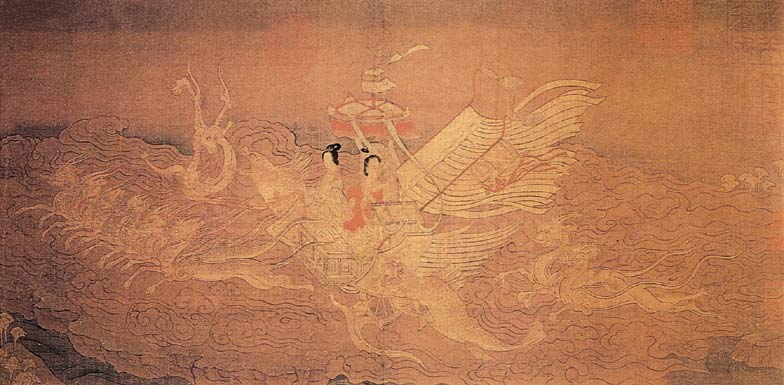
Récit de la nymphe de la rivière Luo. Copie d'après Gu Kaizhi datant de la dynastie Song. Rouleau horizontal (détail), encre et couleurs sur soie. Une troisième version, Musée du Palais, Pékin (?).

## L'œuvre littéraire
- Notes sur la peinture du mont de la Terrasse des nuages (littéralement : Traité sur la peinture des nuages et des montagnes).

Dans ce projet rédigé en vue d'une peinture  Gu Kaizhi évoque le cadre dans lequel situer une séquence tirée d'une anecdote taoïste et la composition des lieux dans ces montagnes lui semble utile pour faire comprendre cette biographie d'immortels. Le texte évoque l'épreuve que fait passer le maître taoïste Zhang Daoling (IIe siècle) à ses disciples. Cette épreuve est censée les faire accéder à l’immortalité : sur cette montagne ceux-ci doivent cueillir les fruits d'un pêcher situé en contrebas. Le premier ayant sauté, le maître l'aide à remonter par magie, puis disparait dans le vide. Deux autres disciples le suivent et deviennent immortels. Le trajet du regard, de droite à gauche dans la peinture, décrit les moments de l'action, laquelle est divisée en trois grandes parties juxtaposées le long du rouleau portatif.
Chaque élément de l'espace possède, de manière implicite, une signification. Ainsi pour cette action hors du commun les nuages se doivent d'être « auspicieux ». Leur traitement est supposé le signifier, sans que la technique soit jamais précisée explicitement. La présence de « rochers pourpres » est évoquée : cette couleur est le symbole de l'autorité impériale. Les rochers seront « semblables à des nuages solidifiés » : la mutation d'un « élément » en un autre c'est aussi le passage du yin au yang. Tous termes essentiels de la culture taoïste.
- Éloges sur les peintures de notables des Wei et des Jin : évaluations de peintures anciennes et modernes.

C'est dans ce texte que l'on trouve : 
« En peinture les personnages sont les plus difficiles, ensuite viennent les montagnes et eaux (shanshui), puis les chiens et chevaux. Les terrasses et pavillons ne sont que des éléments fixes difficiles à achever mais faciles à bien rendre »

## L'artiste et son temps. Le personnage mythifié
- L'artiste et son temps

Après des siècles où la peinture était exclusivement réservée à des peintres professionnels, artisans la plupart du temps anonymes, on voit apparaitre au cours de la période des six dynasties, aux IIIe – VIe siècle  un nouveau type de peintre appartenant souvent à l'élite intellectuelle et sociale, lettrés, parfois même aristocrates. C'est ce milieu qui produit aussi au même moment les premiers écrits de théorie et de critique picturale. De nombreux artistes apparus au début du IVe siècle vont rester célèbres. Parmi eux, le calligraphe Wang Xizhi (307-v.365) et le peintre et poète Gu Kaizhi, tous deux seront alors considérés comme insurpassables dans leur domaine.
Les quelques informations dont nous disposons ne nous permettent toujours pas, en 2003, de savoir qui était, précisément, Gu Kaizhi . Bien que l'on possède toute une tradition de détails biographiques, il y tout lieu de penser que cette biographie relève du mythe, construit avec le temps.
- Le personnage mythifié

Gu Kaizhi serait ainsi issu d'une famille distinguée avec un père assistant au Secrétariat impérial. Il aurait vécu à la capitale, Jiankang (Nankin), mais présenté comme un peintre de type « excentrique » par le comportement qu'on lui attribue on ne lui aurait confié, en conséquence, que des postes subalternes, comme la fonction de conseiller auprès d'un général. Cette position, en « fou-inspiré » ou en bouffon, aurait pu l'aider à traverser cette période troublée. Sa fortune critique a ainsi évolué. Très célèbre de son vivant puis, dans les temps qui précèdent les Tang, on trouve bien des avis divergents. Ensuite, sous les Tang, on ne trouve plus que les termes plus élogieux (l'origine de ce déplacement pourrait partiellement s'expliquer par le contexte politique de l'après Wu Zetian. ).
- Son œuvre

Il aurait peint des portraits et des animaux. Mais la tradition lui attribue aussi de nombreux sujets d'inspiration littéraire : des sujets bouddhiques et taoïstes (des faits laissent à penser qu'il aurait appartenu à la secte Tianshi dao), mais aussi des illustrations de poèmes ou de textes littéraires comme celui de Zhang Hua : les Conseils de la monitrice….
Environ un quart de siècle après la mort de Gu Kaizhi la compilation de Liu Yiqing (peut-être déjà teintée de légende) rapporte un point sur lequel le peintre mettait l'accent : en prenant parfois plusieurs années avant de donner vie à ses personnages par le tracé des yeux, il manifestait l'idée qu'en peinture l'essentiel n'est ni la laideur ni la grâce des corps mais le pouvoir de transmettre l'esprit (chuanshen).
Gu Kaizhi reprend les codes de représentation des corps en vigueur depuis les Han: la vue de face est exceptionnelle, seul parfois un enfant est vu de face. Par contre les autres points de vue sont tous utilisés presque à égalité, le trois-quarts arrière se retrouve souvent, mais plus encore les trois-quarts face et les profils. Les personnages, dans la peinture de Gu Kaizhi, sont tous individualisés, aucun n'apparait selon des procédés stéréotypés. Cependant les femmes ont en général des joues doucement rebondies, le visage clair et la taille fine. La nymphe de la rivière Luo apparait comme une sylphide, allégée de toute corporalité, ses voiles ondoient soulevés comme par une douce brise . Les hommes sont un peu plus larges, un peu plus grands aussi et le visage parfois plus sombre. Ils portent tous de grands vêtements, mais la traine des femmes peut sembler, au vu de sa longueur, un pur effet de style qui donne l'occasion de composer de belles courbes et exprimer la vie, « le dynamisme intérieur, l'énergie vitale du sujet » . Gu Kaizhi a une méthode pour représenter les yeux qui a été analysée . 
Quant aux codes utilisés pour évoquer le paysage, il semblerait que les solutions de Gu Kaizhi constituent un jalon important dans l'histoire de la 'peinture de paysage, sans qu'il soit encore question, à proprement parler, de « montagne et eaux » (shanshui). Le paysage reste plat, il sert de décor à une histoire qui est le vrai sujet de la peinture. Les couleurs ne servent pas à la représentation du modelé, la teinte indique le ton local de manière conventionnelle. Mais le jeu des lignes colorées sur la face des montagnes signale leur masse, et l'énergie contenue dans leurs plis. Les éléments du paysage, de taille semblable comme les arbres dans la tombe aux Sept Sages de la Forêt de Bambous, tracés en léger relief dans la brique moulée, servent à séparer les différentes scènes et rythment ces longs espaces horizontaux de leurs formes variées. Dans le Récit de la nymphe de la rivière Luo une chaîne de montagne et des nuages, de taille nettement réduite, apparaissent comme étant à l'arrière-plan et créent un effet de profondeur . Alors que l'on perçoit ces premiers éléments d'un paysage, l'essentiel porte encore sur la restitution de la narration.

## Musées
- Londres (British Museum):

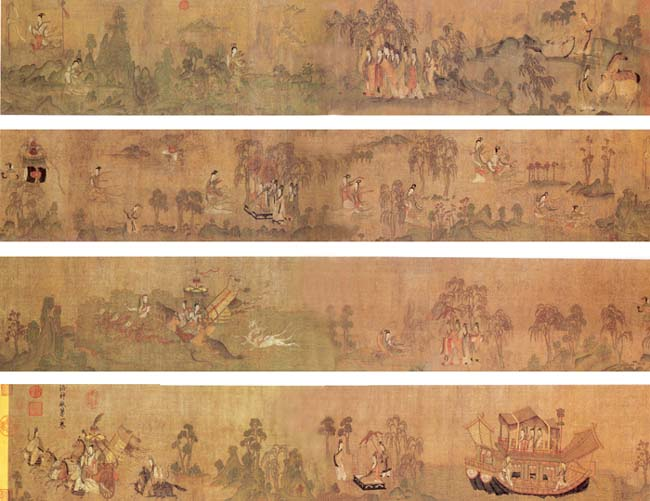
Récit de la nymphe de la rivière Luo. Copie d'après Gu Kaizhi datant de la dynastie Song. Rouleau portatif (c.à.d. « horizontal »), encre et couleurs sur soie, 27,1 × 572.8 cm. Musée du Palais, Pékin.

  - Conseils de la monitrice aux dames  du Palais, encre et couleurs légères sur soie, rouleau portatif, deux longs colophons à la fin du rouleau, l'un attribué à l'empereur Song Huizong, l'autre de l'empereur, Qing Qianlong, nombreux sceaux.
- Pékin (Mus. du palais):
  - Quatre groupes de Dames célèbres, encre et couleurs sur soie, copie de l'époque Song?.
  - Récit de la nymphe de la rivière Luo, couleurs légères sur soie, rouleau portatif, copie d'époque Tang.
  - Récit de la nymphe de la rivière Luo, couleurs légères sur soie, rouleau portatif, copie d'époque Song.
- Washington DC (Freer. Gal. of Art):
  - Récit de la nymphe de la rivière Luo, couleur sur soie, rouleau portatif, apparemment plus complet que le rouleau de Pékin,  colophon de Dong Qichang, copie de l'époque  Song.